# 河崎征俊
河崎 征俊（かわさき まさとし、1944年11月29日 - ）は、日本の英文学者、博士、駒澤大学教授。詩人。

## 来歴
1967年駒澤大学文学部英米文学科卒業。1969年3月、同大学院人文科学研究科英文学専攻修士課程修了。1974年3月、同博士後期課程満期退学。
1974年駒澤大学外国語部英語科専任講師、1977年文学部英米文学科専任講師、1978年助教授、1984年教授に就任。1986年4月から1988年3月まで英国ケンブリッジ大学ウルフソン・コレッジに留学。
1991年4月に大学院人文科学研究科英文学専攻修士課程教授、1993年英米文学科学科主任、1995年博士課程教授、2009年駒澤大学コミュニティ・ケアセンター所長、2009年大学院人文科学第二研究科委員長を歴任。
2010年3月『チョーサーの詩学～中世ヨーロッパの〈伝統〉とその〈創造〉』で博士号（文学、専修大学）を取得。
日本英文学会評議員・大会準備委員、日本中世英語英文学会副会長・事務局長・評議員・編集委員・東支部代表幹事などを歴任。
2015年3月 駒澤大学を定年退職。
著書に 『イメージの詩学～英詩ノート』『チョーサー文学の世界〈遊戯〉とそのトポグラフィー』『チョーサーの詩学～中世ヨーロッパの〈伝統〉とその〈創造〉』、詩集『夜へ向かう陰影のオード』など。

## 著書
- 「国立国会図書館サーチ」を参照